# 24048 Pedroduque
24048 Pedroduque este un asteroid din centura principală de asteroizi.

## Descriere
24048 Pedroduque este un asteroid din centura principală de asteroizi. A fost descoperit pe 10 octombrie 1999 la Ametlla de Mar de Jaume Nomen Torres. Asteroidul prezintă o orbită caracterizată de o semiaxă mare de 2,44 ua, o excentricitate de 0,13 și o înclinație de 13,7° în raport cu ecliptica.